# William Henry Fitzhugh Lee

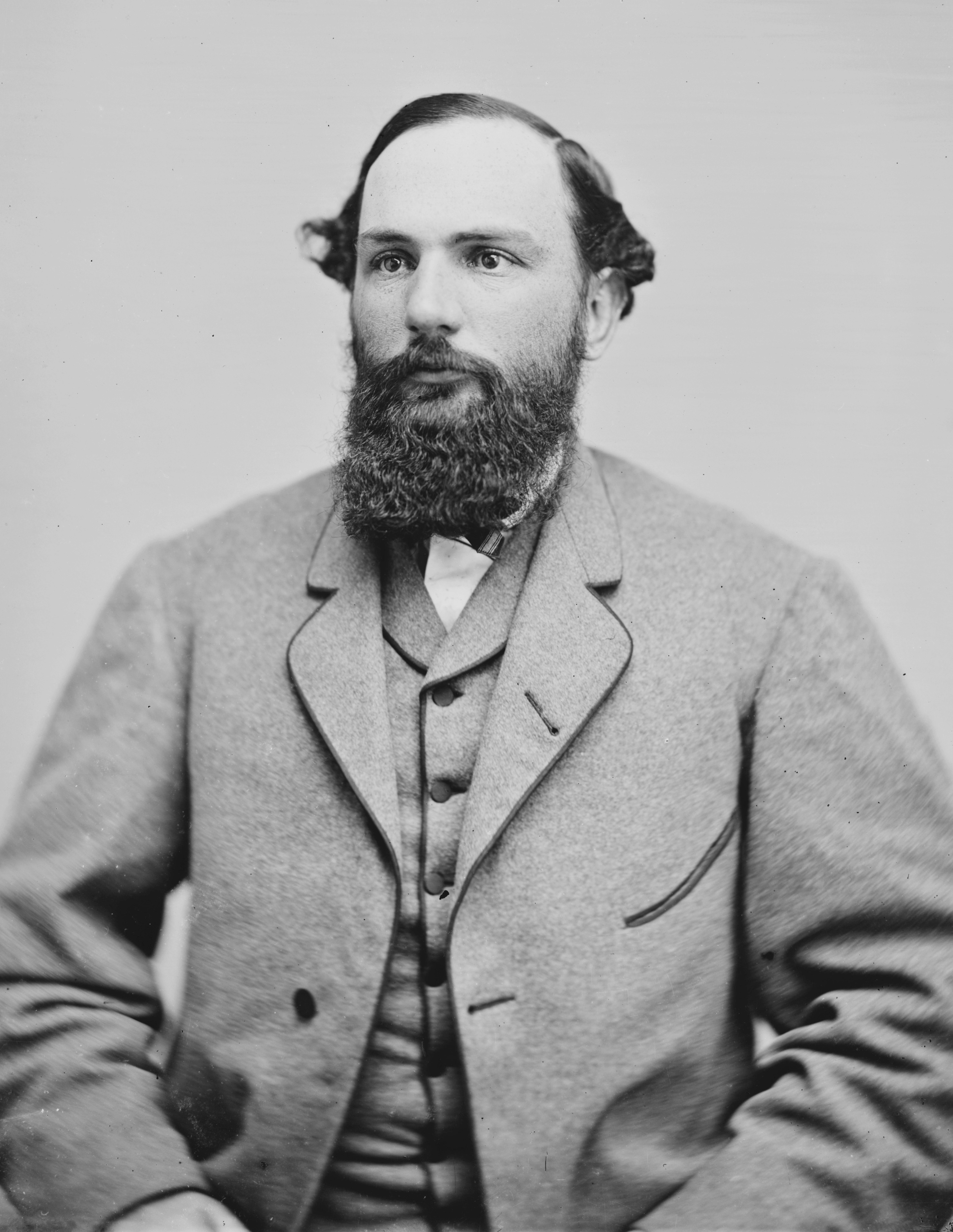
William Henry Fitzhugh Lee

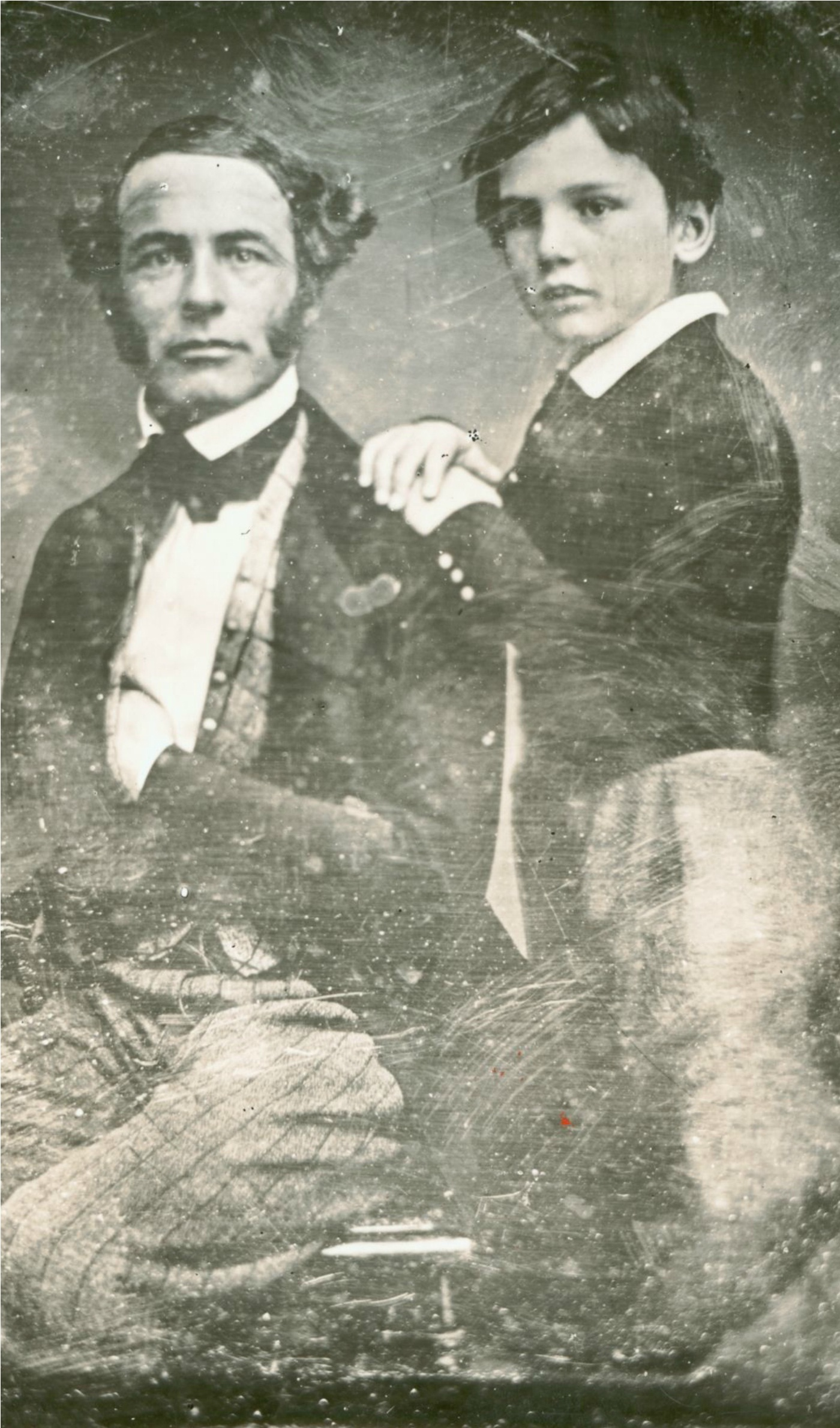
William Henry Fitzhugh Lee mit seinem Vater Robert E. Lee

William Henry Fitzhugh Lee, genannt Rooney Lee (* 31. Mai 1837 in Arlington, Virginia; † 15. Oktober 1891 bei Alexandria, Virginia), war ein General des konföderierten Heeres im Amerikanischen Bürgerkrieg und später Abgeordneter des US-Kongresses. Er war der zweite Sohn von Robert E. Lee und Mary Anna Randolph Custis und der Cousin von Fitzhugh Lee.
Nach seinem Abschluss an der Universität Harvard trat Lee 1857 in die Fußstapfen seines Vaters und seines älteren Bruders George Washington Custis Lee und wurde Offizier des US-Heeres. Er diente unter Albert Sidney Johnston und nahm unter anderem am Utah-Krieg gegen die Mormonen teil. 1859 schied er wieder aus dem Heer aus, um Pflanzer zu werden.
Bei Ausbruch des Amerikanischen Bürgerkrieges 1861 wurde Lee Hauptmann in der konföderierten Kavallerie, kurz darauf Major. Als solcher diente er unter Brigadegeneral William Loring im heutigen West Virginia. Anfang 1862 wurde er unter das Kommando von Jeb Stuart gestellt, unter dem er zum Oberstleutnant und später zum Oberst und Kommandeur des 9. Virginia Kavallerieregiments aufstieg.
Nach der Schlacht am South Mountain wurde er zum Brigadegeneral befördert. Er erhielt eine Brigade in Stuarts Kavalleriedivision, mit der er an den Schlachten von Fredericksburg und Chancellorsville teilnahm.
In der Schlacht bei Brandy Station, der größten Reiterschlacht des Krieges, wurde er verwundet und zwei Wochen später von den Nordstaaten gefangen genommen.
Lee nahm deswegen weder am Gettysburg- noch am Mine-Run-Feldzug teil und wurde erst im Frühjahr 1864 ausgetauscht. Er wurde als jüngster Konföderierter zum Generalmajor befördert und übernahm eine Division in Stuarts zum Korps zusammengefasster Kavallerie. Mit dieser diente er 1864 während Grants Überland-Feldzug und der Belagerung von Petersburg, wobei er zum stellvertretenden Kommandeur des Kavalleriekorps aufstieg. Nach dem Fall von Petersburg und Richmond kapitulierte Lee gemeinsam mit seinem Vater bei Appomattox Court House, Virginia.
Nach dem Kriegsende nahm Lee sein Leben als Pflanzer wieder auf und engagierte sich politisch. Als Demokrat diente er von 1875 bis 1878 im Senat von Virginia, 1887 wurde er ins Repräsentantenhaus gewählt. Dieses Amt hatte er bis zu seinem Tod am 15. Oktober 1891 inne.